# Сидар Глен Лејкс (Њу Џерзи)
Сидар Глен Лејкс (енгл. Cedar Glen Lakes) насељено је место без административног статуса у америчкој савезној држави Њу Џерзи.

## Демографија
По попису из 2010. године број становника је 1.421, што је 196 (-12,1%) становника мање него 2000. године.
| Група             | 2000.         | 2010.         |
| Белци             | 1.575 (97,4%) | 1.373 (96,6%) |
| Афроамериканци    | 11 (0,7%)     | 9 (0,6%)      |
| Азијати           | 7 (0,4%)      | 8 (0,6%)      |
| Хиспаноамериканци | 21 (1,3%)     | 25 (1,8%)     |
| Укупно            | 1.617         | 1.421         |